# Unidad Oncológica Teletón
La Unidad Oncológica Teletón del Hospital del Niño "Dr. Rodolfo Nieto Padrón", de Villahermosa, Tabasco, es un área de atención infantil contra el cáncer, es un establecimiento de asistencia sanitaria privada que recibe donativos de diversos sectores sociales. Cuenta con 2,345 m² construidos.

## Historia
El 14 de marzo de 2008 se colocó la primera piedra de la Unidad Oncológica Teletón y se inauguró el 6 de noviembre de 2008, por el presidente de la Fundación Teletón México, Fernando Landeros Verdugo y por el gobernador constitucional del Estado de Tabasco, Andrés Granier Melo. Se invirtieron unos 40 millones de pesos, de los cuales la Fundación Teletón México aportó 38 millones.

### 2010
En 2010, la Fundación Teletón México, donó un laboratorio de citogenética, equipo, reactivos, material y un vehículo para el traslado de pacientes, así como pelucas oncológicas del donativo Pelontón 2009.

### 2011
En 2011, la Fundación Teletón México donó 14 millones de pesos, para mejorar los tratamientos de los pacientes.

## Atención médica
De noviembre de 2008 a noviembre de 2009, se dieron en la Unidad Oncológica Teletón 3,850 consultas y se aplicaron más de tres mil quimioterapias. Al inaugurarse, se contaba con 150 niños en tratamiento.
| Año  | Niños/familias | Pacientes | Servicios | Familias egresadas |
| ---- | -------------- | --------- | --------- | ------------------ |
| 2008 | 150            |           |           |                    |
| 2009 | 120            |           |           |                    |
| 2010 |                |           |           |                    |
| 2011 | 270            |           |           |                    |
| 2012 |                |           |           |                    |
| 2013 |                |           |           |                    |